# Euglossa villosa
Euglossa villosa là một loài Hymenoptera trong họ Apidae. Loài này được Moure mô tả khoa học năm 1968.